# 旧居留地十五番館
旧居留地十五番館（きゅうきょりゅうちじゅうごばんかん）は、兵庫県神戸市中央区の旧居留地にある西洋館。旧アメリカ合衆国領事館。
旧居留地に唯一現存する居留地時代（1868年～1899年）の建築物で、国の重要文化財にも指定されており、当時の街区境界の煉瓦塀や石柱などとともに保存されている。重要文化財指定名称は「旧神戸居留地十五番館」。

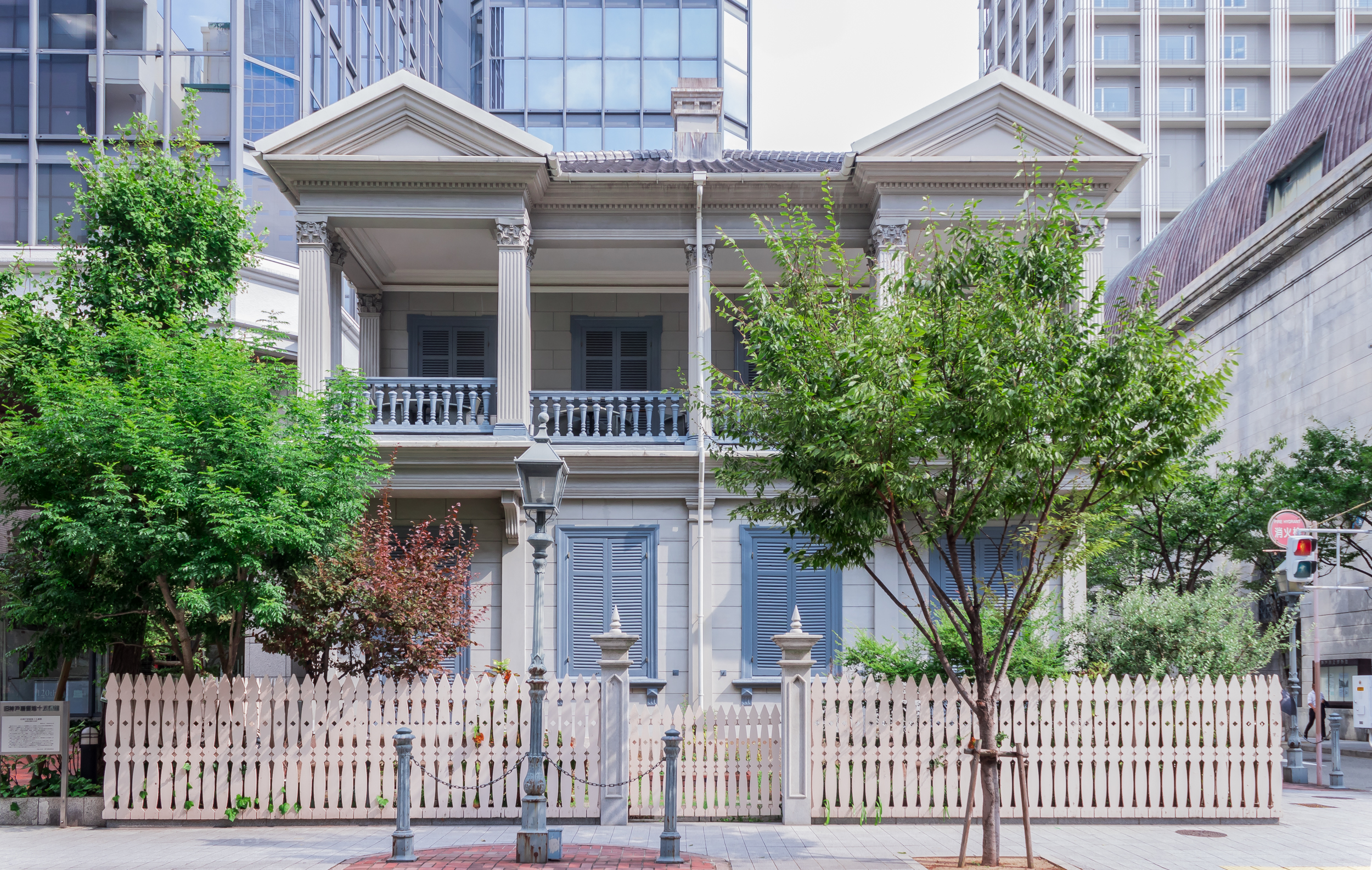
正面
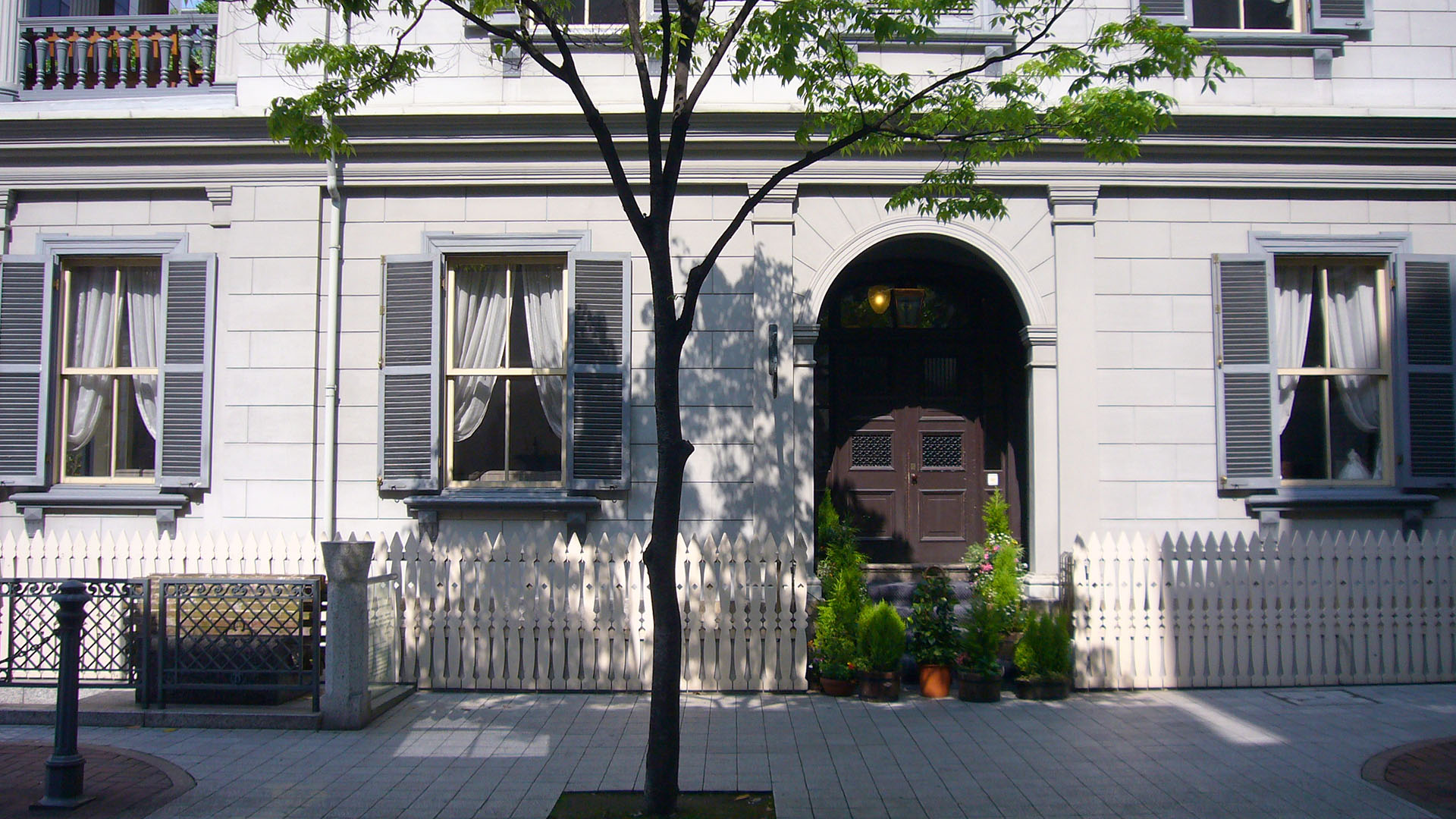
東入口
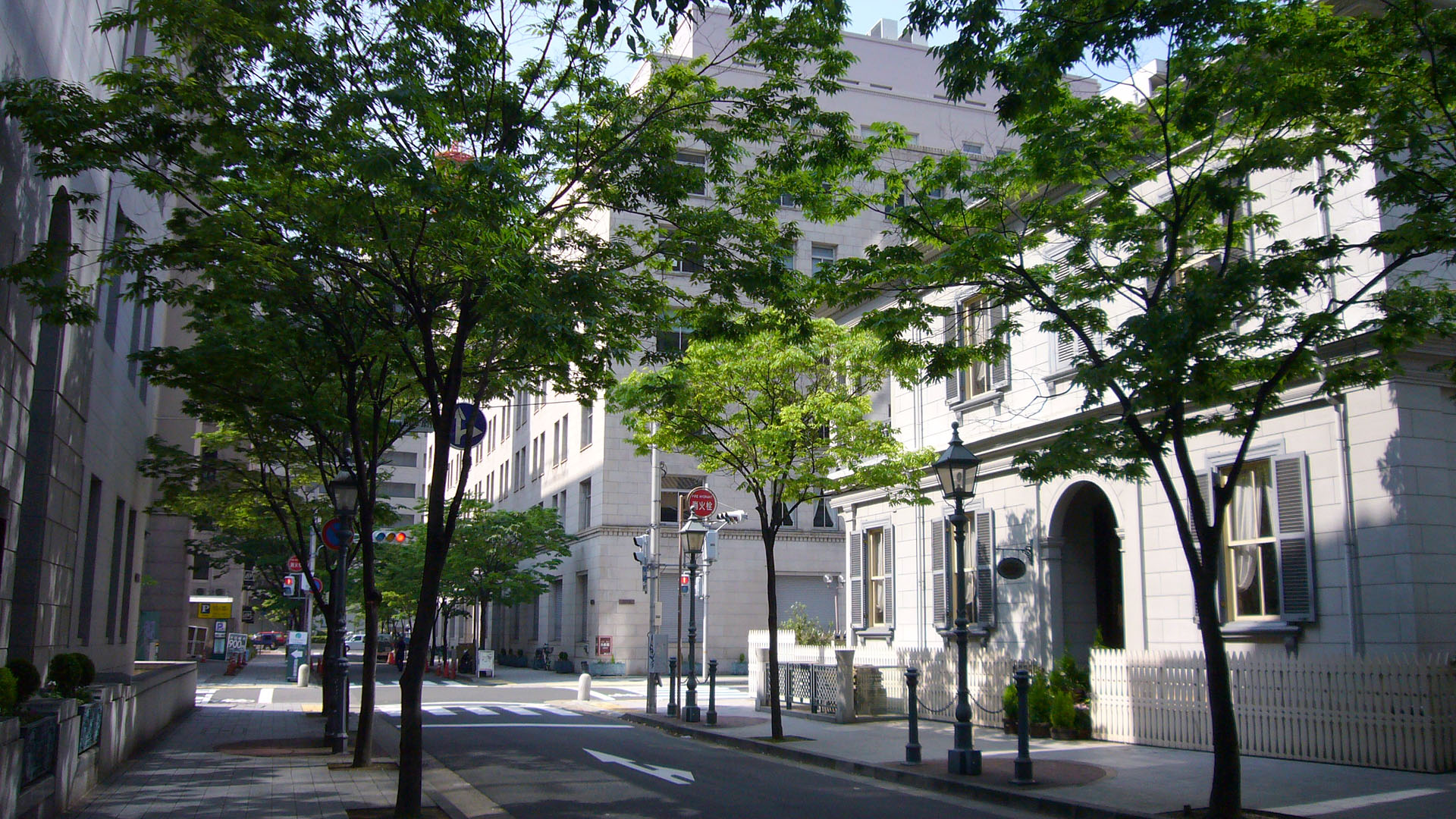
東側

館は神戸市立博物館の西向かいに位置する。館の東玄関脇の歩道には日本最古の近代下水道である「旧神戸居留地煉瓦造下水道」（工事期間1868年 - 1872年）の遺構（国の登録有形文化財）が展示されている。

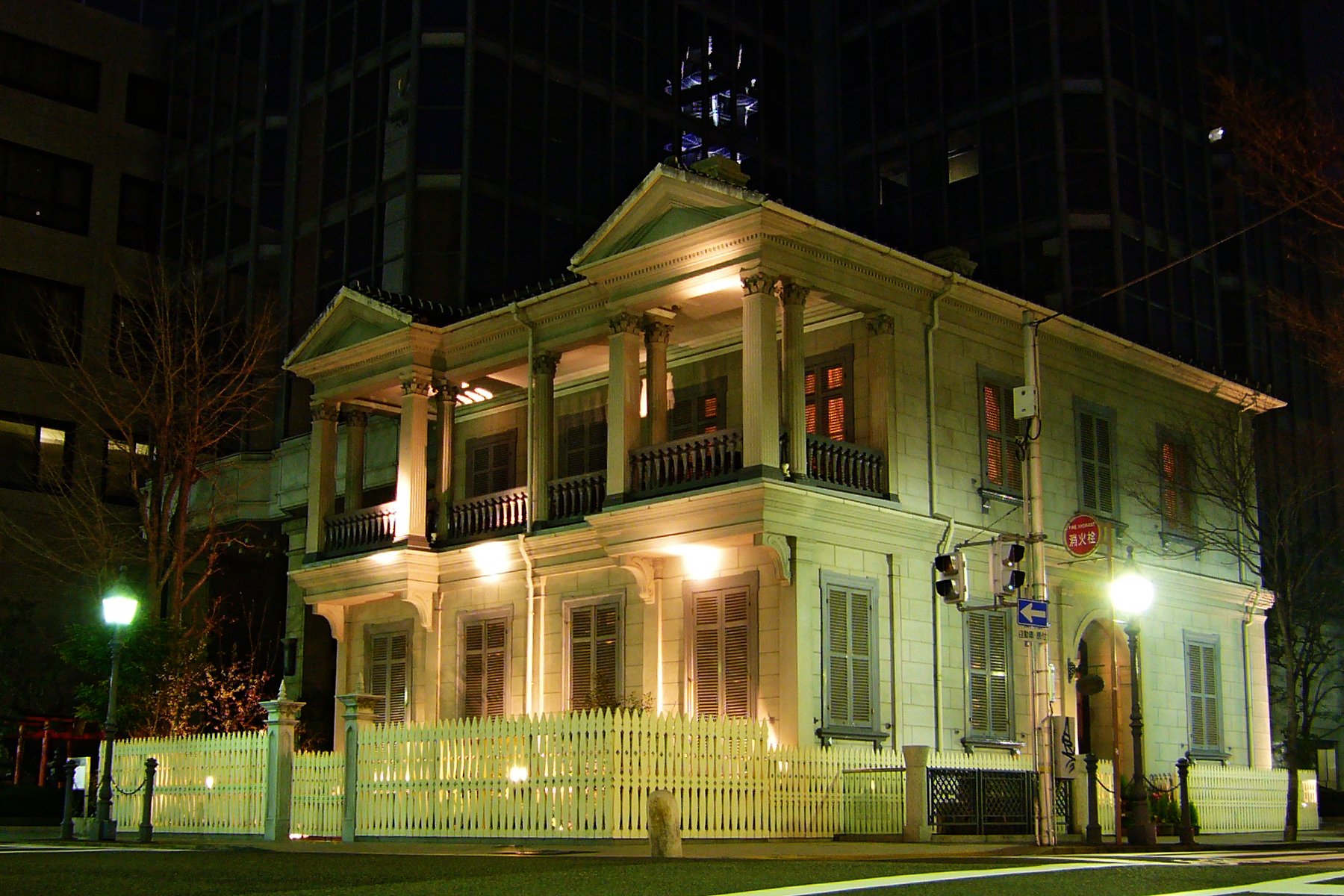
ライトアップされた館

日没から23時までライトアップされる。

## 歴史

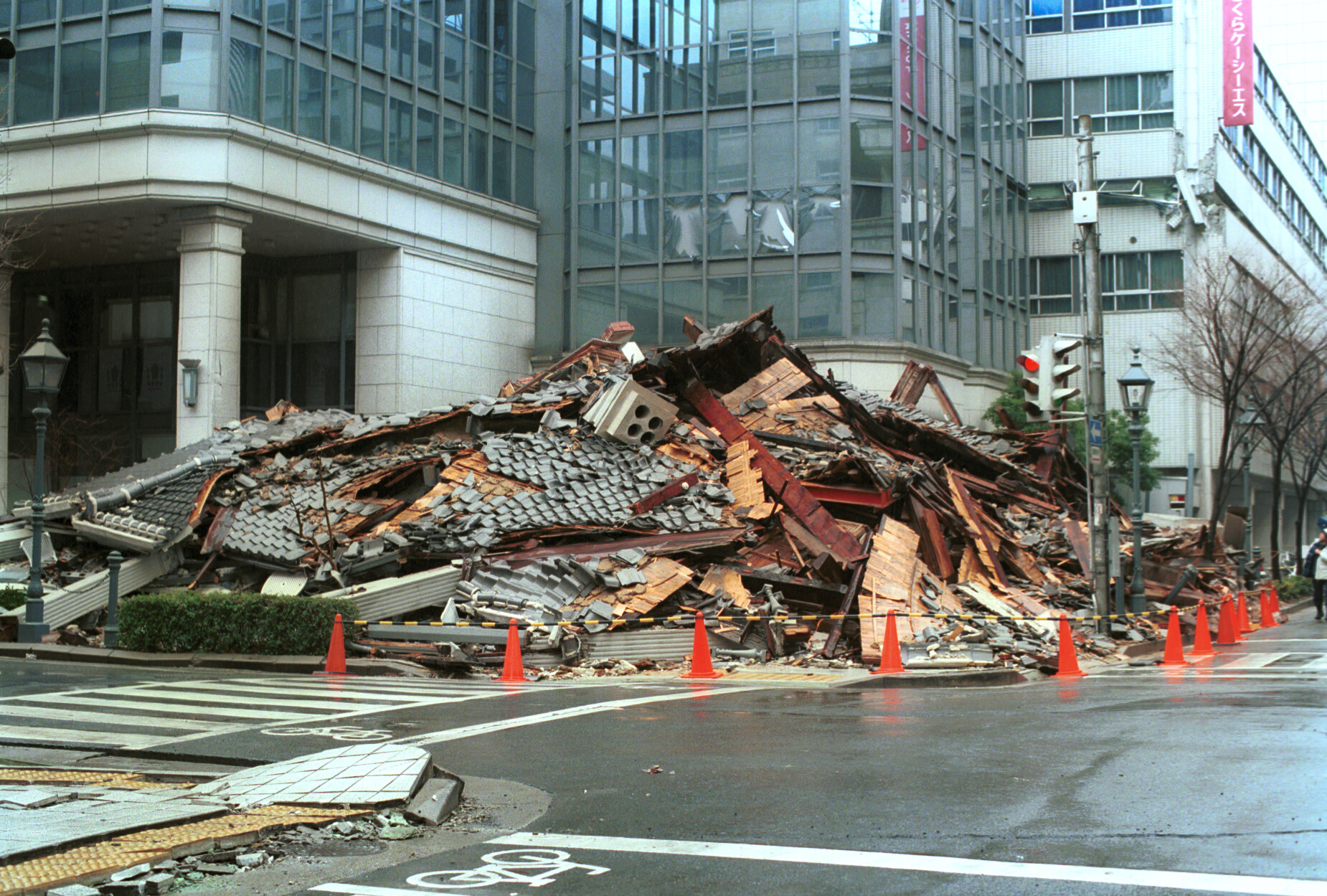
阪神淡路大震災で倒壊した十五番館

1880年頃、アメリカ合衆国領事館として建てられたもので、その後、商館等として使用されていた。現在は株式会社ノザワの所有になっている。1995年の阪神・淡路大震災において全壊してしまったが、元の建材で明治時代の建築技術および最新の免震技術を導入した復元工事が行われて1998年に完成した。この工事のとき、創建当時の塗装色に変更され、木柵と門扉も再建されている。

## 施設
- レストラン［TOOTHTOOTH maison15th］が2012年9月15日より営業中

## 建築概要
2階の南正面にはベランダを設け、屋根上には左右2つの三角形のペディメント（破風）を設ける。建物東側にアーチ形の入口があり、1階内部は廊下の途中にイオニア式円柱とアーチを組み合わせたセルリアーナがある。2階ベランダ部分は、後の改造により室内に取り込まれていたが、阪神・淡路大震災後の復旧に際して、元通りベランダに復元された。
当建物の西側には、隣の「居留地十六番」との境界の煉瓦塀と境界石柱（「16・15 」と刻まれている）が残り、重要文化財の附（つけたり）として指定されている。

## 交通アクセス
- 神戸市営地下鉄海岸線 旧居留地・大丸前駅 徒歩5分
- JR西日本・阪神 元町駅 徒歩8分
- 阪神 神戸三宮駅 徒歩8分
- JR西日本 三ノ宮駅 徒歩10分
- 阪急 神戸三宮駅 徒歩10分
- 神戸市営地下鉄山手線 三宮駅 徒歩10分
- ポートライナー 三宮駅 徒歩10分
- 山陽新幹線 新神戸駅 車10分

## 周辺情報
- 旧居留地
  - 神戸らんぷミュージアム、KOBEとんぼ玉ミュージアム、神戸ドールミュージアム、THE FORTY FIFTH、大丸ミュージアム神戸、ジーニアスギャラリー、旧居留地38番館、神戸市立博物館、チャータードビル、神戸商船三井ビル、海岸ビル、神港ビル
- 旧雑居地
  - 旧神戸住友ビル（現・銀泉神戸ビル）、神戸郵船ビル、南京町、海岸ビルヂング（旧・日濠会館）